# Vapensmuggling

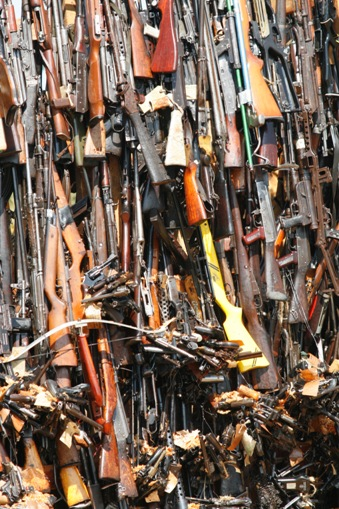
Ett torn av beslagtagna insmugglade vapen är på väg att sättas i lågor i Nairobi, Kenya.

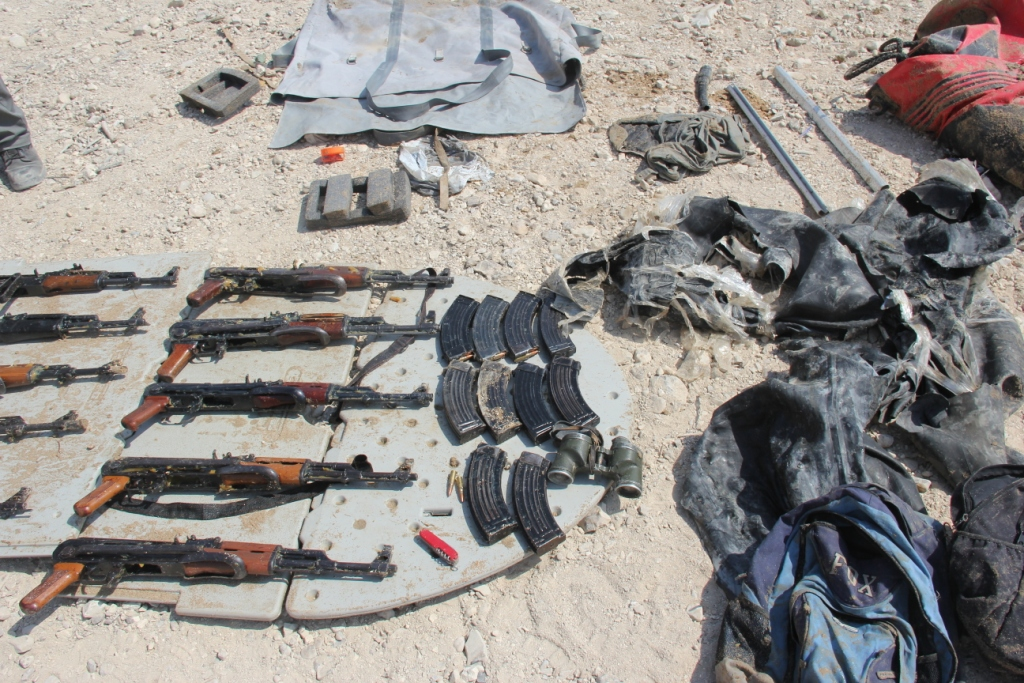
Vapen och ammunition hittade på en eller flera palestinska båtar i Döda havet.

Vapensmuggling är den illegala handeln eller smugglingen av vapen eller ammunition. Vad som utgör laglig handel med skjutvapen varierar kraftigt, beroende på lokala och nationella lagar.
Rapporten av FN:s Panel of Governmental Experts on Small Arms från 1997 ger en mer förfinad och exakt definition, som har blivit internationellt accepterad. Denna skiljer mellan handeldvapen (revolvrar och självladdande pistoler, gevär och karbiner, kulsprutepistoler, automatkarbiner och lätta kulsprutor), som är vapen utformade för personligt bruk, och lätta vapen (tunga kulsprutor, hand-held under-barrel och monterade granattillsatser, bärbara luftvärnskanoner, bärbara pansarvärnskanoner, granatgevär, portable launchers of anti-aircraft missile systems och granatkastare av mindre än 100 mm-kaliber), som är utformade för att användas av flera personer som utgör en enhet. Ammunition och sprängämnen utgör också en väsentlig del av handeldvapen och lätta vapen som används i konflikter.

## Områden
Trots att vapensmuggling är utbredd i regioner med politiskt tumult så är den inte begränsad till sådana områden, och i exempelvis Sydasien har uppskattningsvis 63 miljoner vapen smugglas in till Indien och Pakistan.

Bekämpandet av vapensmuggling är av ökat intresse inom ramen för internationell rätt. Exempel på tidigare och nuvarande vapensmuggling inkluderar:
- Iran-Contras-affären
- Larne gun-running
- Provisional Irish Republican Army arms importation

I USA används termen Iron Pipeline ibland för att beskriva Interstate Highway 95 och dess anslutningsvägar som en korridor för vapensmuggling i New York City.

## Marknadsvärde
Det totala värdet av den globala vapenmarknaden uppskattas till omkring 60 miljarder dollar per år, varav cirka 8 miljarder dollar tillskrivs handel med pistoler, gevär, kulsprutor och kulor.

Den totala illegala vapenhandeln är svårare att uppskatta, men den olagliga marknaden för handeldvapen har uppskattats till 10-20 % av den totala globala vapenhandeln.

## Kända vapenhandlare
- Monzer al-Kassar
- Pierre de Beaumarchais
- Viktor Bout
- Samuel Cummings
- Adnan Khashoggi
- Leonid Minin
- Moosa Bin Shamsher
- Sarkis Soghanalian
- Dale Stoffel